# Počítačová kriminalita
Termínem počítačová kriminalita (též kybernetická kriminalita, internetová kriminalita, kyberkriminalita či kybernalita) se označují trestné činy zaměřené proti počítačům nebo trestné činy páchané pomocí počítače. Jde o nelegální, nemorální a neoprávněné konání, které zahrnuje zneužití údajů získaných prostřednictvím výpočetní techniky nebo jejich změnu. Počítače v podstatě neumožňují páchat nový typ trestné činnosti, jen poskytují novou technologii a nové způsoby pro páchání už známých trestných činů jako je sabotáž, krádež, zneužití, neoprávněné užití cizí věci, vydírání nebo špionáž. Avšak odborníci varují, že tlak vyvíjený na její potlačení, napomáhá jejímu rozvoji.

## Druhy kriminality
Mezi nejvýraznější projevy počítačové kriminality patří:
1. Podvody, zpronevěry. Především se týkají finanční sféry. Příkladem počítačové zpronevěry je zaměstnanec banky, který zná veškerá přístupová data, která využije ve svůj prospěch, aby získal finanční prostředky banky. Samozřejmě jeho velkým pomocníkem bude počítač. Do této oblasti také patří průniky do počítačových systémů a elektronického bankovnictví zvenčí. Bankovní elektronické systémy jsou ovšem natolik zabezpečené, že tyto případy nastávají málokdy.
2. Padělání. I tento trestný čin dokáží informační technologie usnadnit. Dříve padělání prováděli nejzručnější kreslíři a rytci, v dnešní době může padělání peněz provádět i člověk bez kreslířského talentu. S rozšířením IT je to jen otázka techniky. K tomuto trestnému činu je potřeba jen příslušného grafického software na vytvoření peněz, dále je potřeba vlastnit kvalitní tiskárnu, nejlépe laserovou nebo sublimační. Jediným problémem je tedy použití správného papíru, což v současné době není nepřekonatelné, proto tato situace vyžaduje maximální ochranu při výrobě peněz, cenin a jiných důležitých listin, jako jsou např. vysokoškolské diplomy. Obnovování ochrany musí být časté, jelikož vývoj technologií užívaných v této oblasti je neustálý.
3. Elektronická msta a pomluvy. Tato trestná činnost je stará jako lidstvo samo. Vždy existovaly pomluvy a msty, ovšem se vznikem IT je jejich provedení značně nebezpečnější a existuje mnoho způsobů, jak to provést. Páchání této trestné činnost není ani zase tak složité, jelikož každý, kdo má počítač a přístup k Internetu, se jí může dopustit. Jedním ze způsobů provedení je šíření nepravdivých informací po Internetu, jehož cílem je pošpinění cti určité osoby nebo osob, kdy může dojít i k zásahu do osobního nebo pracovního života. Dalším způsobem, jak se někomu pomstít prostřednictvím Internetu je zanesení jeho údajů, konkrétně telefonního čísla a adresy, do erotických seznamovacích služeb. Výsledkem je pak telefonické obtěžování, v nejhorším případě i návštěvy v místě bydliště.
4. Hoaxy neboli nepravdivá varování. Zatímco dříve nebyly metody šíření těchto poplašných zpráv tolik efektivní, neboť se jednalo o ústní šíření nebo šíření pomocí bulvárních médií, dnes a s pomocí Internetu je tento úkol o mnoho jednodušší. Obsahem těchto zpráv může být cokoliv, důležité je, aby svým sdělením působily na strach uživatelů, protože v tom je schovaná efektivita těchto zpráv. Takováto zpráva je schopná ovlivnit spoustu uživatelů a způsobit paniku. Jedná se například o poplašnou zprávu, že v poštovních obálkách se šíří virus, který je lidskému životu nebezpečný apod. Nicméně ve většině případů nebudou hoaxy naplňovat skutkovou podstatu žádného trestného činu. Pokaždé se však budou příčit pravidlům chování na internetu – Netiketě.[2]

## Warez
Warez je termín počítačového slangu označující autorská díla, se kterými je nakládáno nelegálně, zejména v rozporu s autorským právem. Slovo bylo vytvořeno z anglického slova wares (zboží, zřejmě v souvislosti se slovem softwares) způsobem tzv. leetspeaku. Podle druhu bývá někdy warez rozdělován na gamez (počítačové hry), appz (aplikace), crackz (cracky) a také moviez (filmy). Nejčastějším způsobem šíření warezu je dnes hlavně Internet.
S warezem je spojena dosti výrazná internetová subkultura a slovo warez se kromě označení samotných dat používá i pro tuto kulturu.
Lidé, kteří zacházejí s warezem, bývají označováni jako počítačoví piráti. Toto expresivní označení prosazují zejména organizace zastupující zájmy držitelů autorských práv, ale identifikují se s ním i uživatelé warezu - viz foto.

## Průnik do systému
Další rozšířenou trestnou činností je neoprávněné vniknutí do systému. Člověk zabývající se touto činností se v počítačovém slangu nazývá hacker. Nejčastější metody pro průnik do systému jsou tyto:

### Útok hrubou silou
Útok hrubou silou je metoda, která spočívá ve vyzkoušení všech možných kombinací znaků. Útočník sestaví program, který se pokouší postupným vyzkoušením všech možností uhádnout správné heslo. Rozluštění takovéhoto hesla lze zabránit použitím dostatečně dlouhého hesla (při současném výkonu počítačů se doporučuje minimálně 8 znaků). Důležité je použít co nejširší možný okruh znaků – malá i velká písmena, čísla a další symboly. Toto heslo je potřebné také často měnit. Samozřejmě záleží na důležitosti příslušného hesla. Je nanejvýš nevhodné ukládat hesla na veřejně dostupných počítačích.

### Slovníkový útok
Tento útok spočívá ve zkoušení všech slov daného jazyka. Takovémuto útoku se dá předejít tak, že se použije heslo, které není slovem žádného jazyka. Bezpečné heslo se může odvodit například takto: vezmou se první písmena věty, která se dá lehko zapamatovat: A přece se točí. Galileo Galilei. Dostane se Aprsto-Gaga. Toto heslo se může ještě vylepšit například takto Apr100-2*Ga.

### Odposlech síťové komunikace
Heslo se dá velmi lehko získat odposlechem nezabezpečených komunikačních linek jako jsou http:// a ftp://. Proto se nikdy nemá zadávat svá hesla na stránky, které nejsou zabezpečené šifrovanou komunikací https:// nebo ftps:// (popřípadě jinou).

### Využití neukončeného spojení
Útočník může využít, že se zapomeneme odhlásit ze systému. Využije otevřeného spojení, které zneužije ve svůj prospěch. Některé stránky se proti takovým útokům chrání automatickým ukončením spojení při nečinnosti (proto se nedá odeslat e-mail, který píšete déle než 15 minut).

### Zadní vrátka
Útočník sestaví program nazývaný Backdoor (zadní vrátka), který mu umožní připojit se do systému bez nutnosti poznat správné uživatelské jméno a heslo. Tento program rozšíří pomocí počítačového červa nebo trojského koně.

### Zachycení hesla
Útočník sestaví program nazývaný Keylogger, který zaznamenává stisknuté klávesy a takto získané údaje mu odesílá prostřednictvím internetu. Tento program se rozšiřuje pomocí počítačového červa nebo trojského koně.

## Počítačové bankovní krádeže
Bankovní krádeže uskutečněné pomocí počítače jsou zatím u nás řídké, ale ve světě se začínají stále více vyskytovat. Známé jsou následující tři typy bankovních krádeží.
Phishing (někdy převáděno do češtiny jako rybaření) je podvodná technika používaná na Internetu k získávání citlivých údajů (hesla, čísla kreditních karet apod.) v elektronické komunikaci. K nalákání důvěřivé veřejnosti komunikace předstírá, že pochází z populárních sociálních sítí, aukčních webů, on-line platebních portálů nebo od IT administrátorů.
Principem phishingu je typicky rozesílání e-mailových zpráv nebo instant messaging, které často vyzývají adresáta k zadání osobních údajů na falešnou stránku, jejíž podoba je takřka identická s tou oficiální. Stránka může například napodobovat přihlašovací okno internetového bankovnictví. Uživatel do něj zadá své přihlašovací jméno a heslo. Tím tyto údaje prozradí útočníkům, kteří jsou poté schopni mu z účtu vykrást peníze.
Phishing je příkladem techniky sociálního inženýrství používané k oklamání uživatelů za využití slabých míst současných bezpečnostních technologií (jejich implementací). Ochrana proti rostoucímu množství nahlášených případů phishingu zahrnuje legislativu, trénování uživatelů, veřejnou osvětu a technická opatření.
Pharming (někdy překládáno do češtiny jako farmaření) je podvodná technika používaná na Internetu k získávání citlivých údajů od obětí útoku. Principem je napadení DNS a přepsání IP adresy, což způsobí přesměrování klienta na falešné stránky internetbankingu po napsání URL banky do prohlížeče. Tyto stránky jsou obvykle k nerozeznání od skutečných stránek banky. Ani zkušení uživatelé nemusejí poznat rozdíl (na rozdíl od příbuzné techniky phishingu).
IP spoofing označuje v informatice vytvoření IP datagramu s falešnou zdrojovou IP adresou, který je následně odeslán počítačovou sítí k cílovému počítači, před kterým má být zatajena totožnost odesílatele. IP spoofing slouží k vedení útoků (např. DoS) a podobně. Na většině systémů je pro vytvoření datagramu s podvrženou IP adresou nutný raw přístup k internet soketu, což je umožněno pouze správci počítače, nikoliv běžnému uživateli.

## Zdokumentované případy
K jednomu z největších počítačových zločinů v bankovním sektoru došlo v průběhu tří let, počátkem roku 1970. Šéf Newyorské pobočky UDSB (Union Dime Savings Bank) Teller zpronevěřil více než jeden a půl milionů amerických dolarů ze stovek účtů.
Heckerská skupina která se nazývá MOD (Masters of Deception) údajně ukradla hesla a technická data od telekomunikačních firem jako například: Pacific Bell a Nynex, dále také od několika úvěrových agentur a dvou významných univerzit. Způsobené škody byly rozsáhlé, společnost Southwestern Bell utrpěla ztrátu 370 000 dolarů.
V roce 1983, devatenáctiletý student UCLA (University of California, Los Angeles) použil svůj počítač pro nabourání se do mezinárodního komunikačního systému ministerstva obrany.
V letech 1995 až 1998 platil satelit společnosti Newscorp za zobrazení šifrované služby SKY-tv. Tato služba byla několikrát nabourána během probíhajícího technologického závodu mezi evropskou hackerskou skupinou a společností Newscorp. Původní motivací hackerů bylo sledování opakování seriálu Star Trek, na který neměl Newscorp v Německu vysílací práva.
Dne 26. března 1999 červ Melissa infikuje dokument na počítači oběti, následně automaticky odesílá tento dokument spolu s červem pomocí e-mailu ostatním lidem.
V únoru 2000 jednotlivec s přezdívkou MafiaBoy započal sérii DoS (Denial-of-Service) útoků proti známým webovým stránkám jako například: Yahoo!, Amazon.com, Dell, Inc., E*TRADE, eBay, a CNN. Na padesát počítačů na Stanfordově univerzitě a také několik počítačů Kalifornské univerzity v Santa Barbaře bylo napadeno a použito jako zombie při útocích typu DDoS (Distributed Denial-of-Service). Dne 3. srpna 2000 kanadští federální zástupci obvinili MafiaBoye z celkem 54 ilegálních přístupů do cizích počítačů a dalších deseti případů poškození dat po jeho útocích.
RBN (Russian Business Network) byl registrován jako internetová stránka v roce 2006. Z počátku byl jejich aktivity legální, ovšem zakladatelé brzy přišli na to že by bylo výnosnější poskytovat hosting pro ilegální aktivity a tak začali pronajímat svoje služby počítačovým zločincům. RBN byl brzy vyhlášen společností VeriSign jako „nejhorší z nejhorších“. Nabízí webhostingové služby a přístup k internetu pro všechny druhy trestných a nežádoucích aktivit, u kterých zisk dosahoval až na 150 000 000 dolarů ročně. Ty slouží v některých případech pro krádeže osobních údajů a jejich následného prodeje. RBN je původce MPack (malware kit) a údajně provozovatelem botnetu Storm.
Dne 2. března 2010 španělští vyšetřovatelé odhalili více než 13 milionů infikovaných počítačů po celém světě. Botnetem infikované počítače byly nalezeny ve více než polovině z tisíce společností ze seznamu Fortune a více než 40 hlavních bankách.
V srpnu 2010 mezinárodní výzkumný Provoz Delego, působící pod záštitou ministerstva pro vnitřní bezpečnost, vyřadil mezinárodní pedofilní stránku, ta měla zhruba 600 členů a rozšířila zhruba 123 terabajtů dětské pornografie (což je zhruba 16 000 DVD disků). K dnešnímu dni se jedná o největší americké stíhání obchodů s dětskou pornografií, 52 lidí po celém světě bylo zatčeno.